# Královský gambit
Královský gambit je šachové zahájení charakterizované nejčastěji tahy 1. e4 e5 2. f4 (může se však na šachovnici objevit též v podobě odmítnutí Fromova gambitu formou protigambitu: 1. f4 e5 2. e4). Jde o velmi staré zahájení, velmi oblíbené v 19. století. V současné době se na nejvyšší úrovni příliš nepoužívá, protože černý má zpravidla dost cest, jak vrácením gambitového pěšce dosáhnout vyrovnané hry prosté komplikací. Mezinárodní klasifikace přisuzuje královskému gambitu kódy C30–C39.

## Nejobvyklejší pokračování

### Odmítnutý královský gambit C30–C32
Černý nemusí nabízeného pěšce brát, ale může gambit odmítnout. Jako korektní se zpravidla uvádějí následující varianty:
- 2. … Sc5 3. Jf3 d6 4. Jc3 Jf6 5. Sc4 Jc6 6. d3 Sg4
- 2. … d5 3.e×d5 e4 4. d3 Jf6 5. d×e4 J×e4 6. Jf3 Sc5 7. De2 Sf5 (Falkbeerův protigambit C31)

Ostatní tahy jsou obvykle považovány za slabší:
- 2. … Jc6 3. Jf3 Sc5 4.
- 2. … Jf6 3. f×e5 J×e4 4. Jf3 Jg5 5. c3 J×f3
- 2. … d6 3. Jf3 Jf6 4. Jc3 Jc6 5. Sb5 Sd7

### Přijatý královský gambit C33–C39
- 2. … e×f4

#### Gambit králova jezdce
Černý hrozí nepříjemným šachem dámou na h4. Proto nepřekvapí, že nejčastějčím pokračováním je
- 3. Jf3
  - 3. … g5 4. h4 g4 5. Je5 Jf6 6. d4 d6 7. Jd3 J×e4 8. S×f4 De7 9. De2
  - 3. … Se7 4. Sc4 Jf6 5. Jc3 J×e4 6. Je5 Jd6
  - 3. … d5 4. e×d5 Jf6 5. Jc3 J×d5 6. J×d5 D×d5 7. d4 Se7,

ale
- 3. … d6 4. d4 g5 5. h4 g4 6. Jg1 zpět kvůli 6.Jg5 f6! (Fischerova obrana).

#### Střelcův gambit
Druhým běžným pokračováním je
- 3. Sc4 Jf6 4. Jc3 c6 5. Sb3 d5 6. e×d5 c×d5 7. d4 Sb4 8. Jf3 0–0 9. 0–0 S×c3 (Střelcův gambit)

Odpověď černého 3. … Dh4+ zde není nejlepší pokračování, ale varianta 4. … Jf6 5. Jc3 (5. e5 d5!) c6 je obvykle považována za výhodnou pro černého. I proto není střelcův gambit tak populární jako gambit králova jezdce.
Ostatní tahy jako například 3. Jc3 mají menší význam.

## Historie a slavné partie
- Nesmrtelná partie